# Антилопа шаблерога
Антило́па шаблеро́га (Oryx dammah) — вид антилоп роду Орикс.

## Опис
Висота антилопи в холці трохи більше 100 см. Маса тіла близько 200 кг. Шерсть дуже світла, майже біла. Груди червоно-коричневого кольору. Голова біла з чорними плямами біля очей і на лобі, шия рудувата. І у самців, і у самок дуже довгі, тонкі, роги загнуті назад плавною дугою, довжиною від 100 до 125 см.

## Розповсюдження
У давні часи шаблерога антилопа жила на величезній території Північної Сахари. Зараз вона збереглася в порівняно невеликій кількості по південній кромці колишнього ареалу, в зоні Сахель лише в кількох національних парках. Як і білий орикс, шаблерога антилопа належить до числа видів, перед якими реально стоїть загроза знищення.

## Спосіб життя
Шаблерога антилопа — постійний мешканець пустель. Тривалий час вона може обходитися без водопою, задовольняючись мізерною вологою, що міститься в рослинах. Залежно від стану рослинного покриву антилопа здійснює тривалі міграції. Вологий сезон проводить в пустелі, а в сухий мігрує на південь Сахари. Тримається невеликими групами, але в період міграцій об'єднуються до кількох сотень. Вона активна рано вранці, ввечері і навіть уночі, а вдень ховається від спеки в укритті.

### Розмноження
Гін у антилоп відмічається протягом усього року. Вагітність триває 250 днів, народжується одне теля.

## Історія
Судячи з численних єгипетських фресок і скульптур, шаблерогі антилопи були напівдомашніми тваринам у стародавніх єгиптян. Можливо, вона була жертовною твариною. Єгиптяни тримали їх у стійлах і, що найцікавіше винайшли особливий спосіб захисту від гострих рогів: за допомогою спеціальних затискачів вони надавали рогам молодих тварин круто вигнуту, гачкувату форму.